# Champcenest
Champcenest és un municipi francès, situat al departament del Sena i Marne i a la regió d'Illa de França. L'any 2007 tenia 118 habitants.
Forma part del cantó de Provins, del districte de Provins i de la Comunitat de comunes del Provinois.

## Demografia

### Població
El 2007 la població de fet de Champcenest era de 118 persones. Hi havia 49 famílies, de les quals 14 eren unipersonals (7 homes vivint sols i 7 dones vivint soles), 21 parelles sense fills i 14 parelles amb fills.
La població ha evolucionat segons el següent gràfic:
Habitants censats

### Habitatges
El 2007 hi havia 71 habitatges, 50 eren l'habitatge principal de la família, 8 eren segones residències i 13 estaven desocupats. 68 eren cases i 3 eren apartaments. Dels 50 habitatges principals, 39 estaven ocupats pels seus propietaris, 10 estaven llogats i ocupats pels llogaters i 1 estava cedit a títol gratuït; 6 tenien dues cambres, 8 en tenien tres, 7 en tenien quatre i 28 en tenien cinc o més. 40 habitatges disposaven pel capbaix d'una plaça de pàrquing. A 18 habitatges hi havia un automòbil i a 25 n'hi havia dos o més.

### Piràmide de població
La piràmide de població per edats i sexe el 2009 era:
| Homes | Edats   | Dones |
| ----- | ------- | ----- |
| 0     | 95 o +  | 0     |
| 0     | 90 a 94 | 0     |
| 4     | 85 a 89 | 0     |
| 0     | 80 a 84 | 0     |
| 4     | 75 a 79 | 4     |
| 4     | 70 a 74 | 12    |
| 0     | 65 a 69 | 0     |
| 0     | 60 a 64 | 8     |
| 4     | 55 a 59 | 4     |
| 8     | 50 a 54 | 0     |
| 8     | 45 a 49 | 8     |
| 4     | 40 a 44 | 4     |
| 4     | 35 a 39 | 4     |
| 8     | 30 a 34 | 4     |
| 4     | 25 a 29 | 4     |
| 12    | 20 a 24 | 4     |
| 16    | 15 a 19 | 0     |
| 0     | 10 a 14 | 0     |
| 0     | 5 a 9   | 4     |
| 0     | 0 a 4   | 4     |

## Economia
El 2007 la població en edat de treballar era de 79 persones, 62 eren actives i 17 eren inactives. De les 62 persones actives 58 estaven ocupades (36 homes i 22 dones) i 4 estaven aturades (4 dones i 4 dones). De les 17 persones inactives 9 estaven jubilades, 4 estaven estudiant i 4 estaven classificades com a «altres inactius».

### Ingressos
El 2009 a Champcenest hi havia 56 unitats fiscals que integraven 124 persones, la mediana anual d'ingressos fiscals per persona era de 23.086,5 €.

### Activitats econòmiques
Dels 5 establiments que hi havia el 2007, 1 era d'una empresa extractiva, 1 d'una empresa de fabricació d'altres productes industrials, 1 d'una empresa de construcció, 1 d'una empresa de serveis i 1 d'una entitat de l'administració pública.
L'únic servei als particulars que hi havia el 2009 era una lampisteria.
L'any 2000 a Champcenest hi havia 5 explotacions agrícoles.

## Poblacions més properes
El següent diagrama mostra les poblacions més properes.